# (4524) Barklajdetolli
(4524) Barklajdetolli (1981 RV4) – planetoida z grupy pasa głównego asteroid okrążająca Słońce w ciągu 3,54 lat w średniej odległości 2,32 j.a. Odkryta 8 września 1981 roku.